# Виноградное (Дагестан)
Виноградное — село в Кизлярском районе Дагестана. Входит в состав сельского поселения «Сельсовет «Цветковский»».

## Географическое положение
Населённый пункт расположен у канала Курутерек, в 2 км к югу от центра сельского поселения — Цветковка и в 14 км к северо-востоку от города Кизляр.

## История
Бывшее русское село. Основано в середине XIX века как хутор на землях помещика Козырева. С 1970-х годов в село значительно усилился приток переселенцев с горных районов республики. Уже по переписи 1989 года основной нацией в селе стали значатся аварцы.

## Население
| 1970 | 1989 | 2002 | 2010 | 2021 |
| ---- | ---- | ---- | ---- | ---- |
| 130  | ↘106 | ↘98  | ↗153 | ↗217 |

Национальный состав
По данным Всероссийской переписи населения 2010 года:
| № | Национальность | Численность, чел. | Доля  |
| - | -------------- | ----------------- | ----- |
| 1 | аварцы         | 153               | 100 % |

По данным Всероссийской переписи населения 2010 года, в селе проживало 153 человека (74 мужчины и 79 женщин).